# Хипаций (консул 359 г.)
Вижте пояснителната страница за други личности с името Хипаций.
Флавий Хипаций (на латински: Flavius Hypatius) e политик на Римската империя през IV век и брат на съпругата на император Констанций II.

## Произход и кариера
Произлиза вероятно от Солун в римската провинция Македония. Син е на генерал Флавий Евсебий (консул 347 г.). Брат е на Евсевий и на Евсевия, която се омъжва през зимата 352/353 г. за император Констанций II. Сестра му има голямо влияние върху императора и помага в кариерата на братята си след нейната сватба.
През 359 г. той е консул заедно с брат си Евсевий. През февруари 363 г. е вероятно управител на град Рим (лат. vicarius urbis Romae). В източниците е споменат едва през 371 г. по времето на император Валент, когато в Антиохия е обвинен с брат си в планове да свалят императора. Макар че нямат доказателства те са осъдени на парична глоба и изгонване. Скоро след това те се връщат обратно и получават парите си обратно.
През 378 – 379 г. Хипаций е градски префект (praefectus urbi Romae), което му носи титлата vir illustris. При неговото въвеждане в служба в Антиохия през август 378, малко след загубата на битката при Адрианопол, се държат речи в негова чест (Panegyriken), между тях една от прочутия антиохски ретор Либаний, която е още запазена. През 381 г. той посещава Константинопол и се връща в Рим, когато става преториански префект за Италия и Илирия (praefectus praetorio „Italiae et Illyrici“) през 382 – 383 г. по времето на император Грациан.
Хипаций е вероятно християнин, както се вижда от запазеното до него писмо от владиката Григорий Богослов. Вероятно Хипаций се запознава лично с Амиан Марцелин, когато той отива през 380 г. в Рим.